# Antoine Christophe Saliceti
Antoine Christophe Saliceti (eredeti nevén: Antonio Cristoforo Saliceti, korzikai nyelven: Antoniu Cristufaru Saliceti; Saliceto, 1757. augusztus 26. – Nápoly, 1809. december 23.) francia politikus és diplomata a francia forradalom és az első császárság idején.

## Pályafutásának kezdete
Toszkánában végzett jogi tanulmányai után lett Bastia felső tanácsában ügyvéd, és megválasztották a harmadik rend főigazgató helyettesének 1789-ben. A Nemzeti Konvent helyetteseként Saliceti belépett a Hegypártba és 1793. január 15-én ő is a király kivégzésére szavazott. Korzikára küldték azzal a megbízatással, hogy felügyelje Pascal Paolit és mozgalmát és a diktatúra eszközeit alkalmazza, azonban kénytelen volt visszavonulni vidékre, ahol részt vett a Marseille-t és Toulont fenyegető lázadás elfojtásában. Ez idő alatt ismerte meg és támogatta honfitársát, Bonaparte Napóleont.

## Direktórium, konzulátus és birodalom
Maximilien de Robespierre-rel való szoros barátsága miatt a thermidori időkben feljelentették, csak egy direktóriumi amnesztia mentette meg. 1796-ban Saliceti megbízást kapott arra, hogy megszervezze a francia forradalmi hadsereget az olasz félszigeten, valamint a két megyében, amelybe a francia uralom alá került Korzika is beletartozott. Saliceti lett az Ötszázak Tanácsának helyettese, és a direktórium megbízásából a Ligur Köztársaságban teljesített szolgálatot. Bár ellenezte Napóleon brumaire 18-i államcsínyét és a konzulátust, Napóleon mégis megtartotta a Luccai Köztársaság képviselőjének (1801-1802) egészen a területek annektálásáig. 1806-ban követte Joseph Bonapartét a Nápolyi Királyságba. 
Joseph Napóleon bukása után halt meg rejtélyes körülmények között, valószínűleg megmérgezték.
Napóleon mondta róla: Saliceti a veszély napjaiban százezrekkel ért fel![forrás?]

## Fordítás
- Ez a szócikk részben vagy egészben  az   Antoine Christophe Saliceti című angol Wikipédia-szócikk fordításán alapul.  Az eredeti cikk szerkesztőit annak laptörténete sorolja fel. Ez a jelzés csupán a megfogalmazás eredetét és a szerzői jogokat jelzi, nem szolgál a cikkben szereplő információk forrásmegjelöléseként.